# 이찬동
이찬동(李燦東, 1993년 1월 10일 ~ )은 대한민국의 축구 선수이며 포지션은 미드필더이다.

## 축구인 경력

### 선수 경력
2014 K리그 드래프트를 통해 2순위로 지명 받아 광주 FC에 입단하였다. 3월 22일 열린 2014 K리그 챌린지 개막전 대구 FC와의 경기에서 선발 출전하여 호평을 받았고 이후 주전으로 활약하며 데뷔 시즌 31경기 1골을 기록하며 팀의 K리그 클래식 승격에 기여하였다. 시즌 종료 후 울산 등 빅 클럽들의 영입 제안을 받았으나 거절하고 잔류를 선택하였다.
2016년 12월 29일, 정영총과 현금을 더한 트레이드로 제주 유나이티드로 이적하였다.
2019 시즌에는 군 문제를 해결하고자 상무에 입대하였고, 2020 시즌에 전역하여 제주로 복귀하였다.
그 후, 2021 시즌을 앞두고 5년 만에 친정팀인 광주로 복귀하였다.

### 국가대표 경력
2015년 7월 20일 발표된 2015 동아시안컵에 참가하는 대한민국 대표팀 최종 명단에 포함되었으나, 경기에는 출전하지 못하였다.
2016년 6월 27일 발표된 리우 올림픽 출전 U-23 대표팀 최종 명단에 포함되었다.
2018년 1월 27일 몰도바전에서 A매치 데뷔전을 가지게 되었다.